# Acht Klavierstücke op. 76

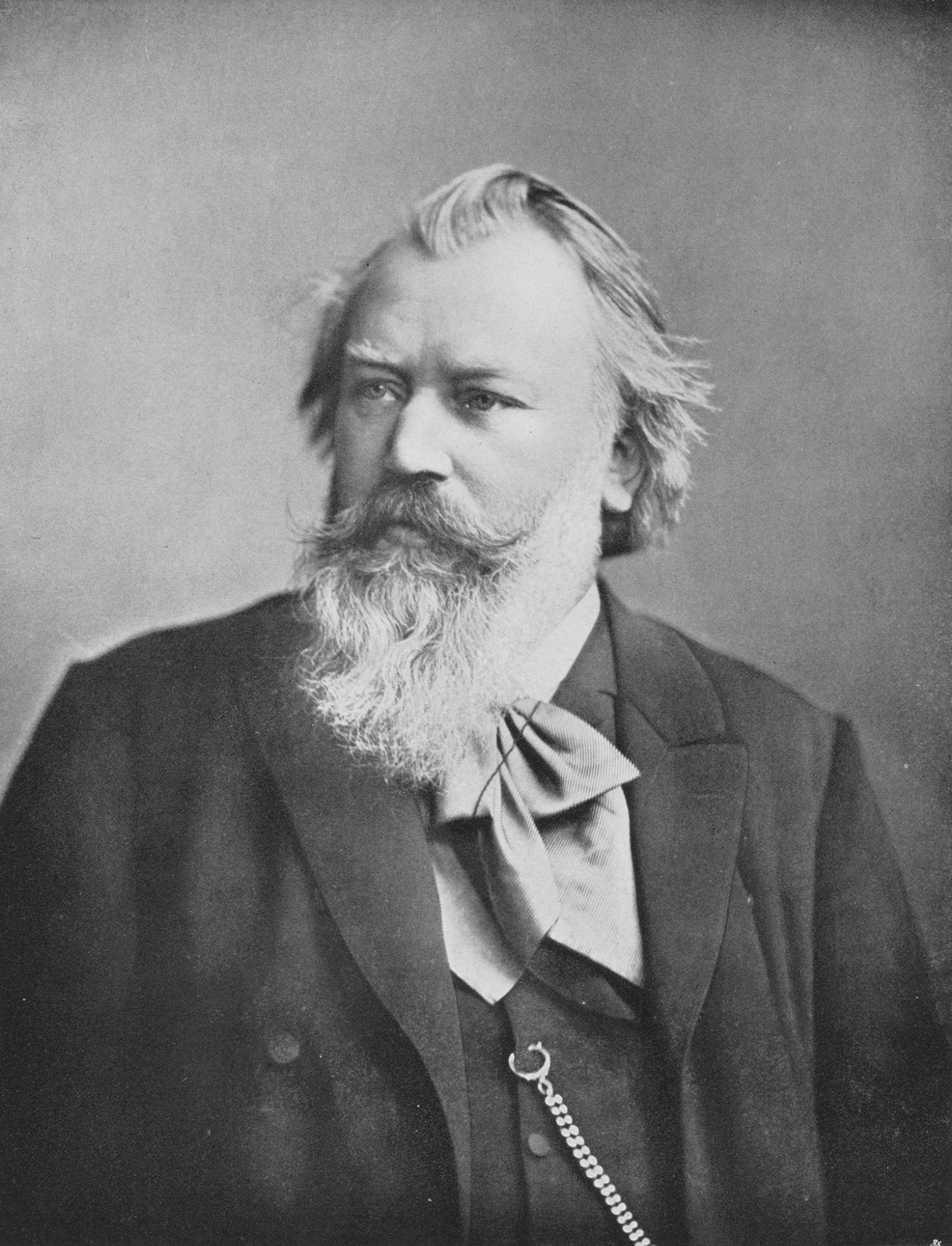
Johannes Brahms

Die 8 Klavierstücke op. 76 von Johannes Brahms umfassen je vier Capriccios und Intermezzi. Mit der im Februar 1879 veröffentlichten Sammlung von Charakterstücken trat Brahms nach langer Zeit wieder mit einem Werk für das Soloklavier hervor, das am 29. Oktober 1879 von Hans von Bülow in Berlin uraufgeführt wurde.
Während er das erste Capriccio bereits 1871 komponiert hatte, schrieb er die restlichen Stücke 1878 in Pörtschach am Wörther See.
Die Sammlung, die ursprünglich auf zwei Hefte verteilt war, zeigt den Einfluss von Robert Schumann und Frédéric Chopin, deren Gesamtausgaben bei Breitkopf & Härtel Brahms zu dieser Zeit betreute. In verdichteter Form weisen die meist dreiteiligen Stücke bereits auf den verinnerlichten Spätstil der Opera 116 bis 119 hin, zu dessen Merkmalen der vielschichtige Klaviersatz, die Chromatik und rhythmische Raffinessen gehören.

## Zur Musik
Die beiden Formen unterscheiden sich hinsichtlich der Tempi und Vortragsbezeichnungen, der Dynamik und des Charakters deutlich voneinander. Bevorzugen die Capriccios das rasche Tempo und geben sich energisch, erregt und bisweilen leidenschaftlich, sind die Intermezzi langsamer und von eher verhaltenem Ausdruck.
Übersicht
1. Capriccio fis-Moll (6/8, Un poco agitato, Unruhig bewegt)
2. Capriccio h-Moll (2/4, Allegretto non troppo)
3. Intermezzo As-Dur (alle breve, Grazioso, Anmutig, ausdrucksvoll)
4. Intermezzo B-Dur (2/4, Allegretto grazioso)
5. Capriccio cis-Moll (6/8, Agitato, ma non troppo presto. Sehr aufgeregt, doch nicht zu schnell)
6. Intermezzo A-Dur (2/4, Andante con moto. Sanft bewegt)
7. Intermezzo a-Moll (alla breve, Moderato semplice)
8. Capriccio C-Dur (6/4, Grazioso ed un poco vivace. Anmutig lebhaft)

In dem balladenartigen ersten Capriccio weben die sich ablösenden Hände einen unruhig bis bedrohlich wirkenden Klangteppich aus fließenden Sechzehnteln, der sich wellenartig aufbäumt und in einen strahlenden Cis-Dur-Wirbel mündet. Ab Takt 14 beginnt eine wehmütige Kantilene, die an die vierte Ballade op. 10 erinnert und bei der die Begleitung die fließende Bewegung beibehält. Es kommt zu polyrhythmischen Verschränkungen und Passagen, die sich bereits in Takt 9 über sechs Oktaven erstrecken.
Das zweite Stück ist das wohl populärste und eingängigste der Sammlung. Mit seiner ungarisch gestimmten Motivik und dem nahezu durchgehenden, auch die Begleitung betreffenden Staccato bildet es einen Stimmungskontrast zum Pathos des Vorgängers.
Aus der absteigenden chromatischen Linie des Basses entwickelt Brahms zudem einen Kontrapunkt und liefert Material für weitere Verwicklungen; so findet sich das Motiv zum Ende des Stückes in der Oberstimme wieder.
Mit der absteigenden chromatischen Linie des Basses entwickelt Brahms zudem einen Kontrapunkt und liefert Material für weitere Verwicklungen, indem das Motiv sich zum Ende des Stückes in der Oberstimme wiederfindet.
Das erste Intermezzo der Sammlung hebt sich vom burlesken Treiben des Vorgängerstückes ab und bildet so einen lyrischen Gegenpol.
Die Bezeichnung grazioso, die Brahms auch für das folgende Stück verwendet, weist auf eine das Werk durchziehende verhaltene Wehmut. Ein fünftaktiges, absteigendes Thema entfaltet sich über einer pizzicato- und lautenartigen Achtel-Begleitung, eine Technik, die Brahms im Mittelteil seiner späten Rhapsodie aus den Klavierstücken op. 119 wieder aufnehmen wird. Die synkopierte Entwicklung der stellenweise arpeggierten Melodie enthebt das Stück jeder Gefälligkeit und führt zu einer dezenten Innenspannung.
Die schumanneske Melodie des dreiteiligen B-Dur-Intermezzos geht mit der Tonfolge es – a – h – d – c auf die zentrale Chiffre A-Es-C-H (bzw. As-C-H) aus dem poetischen Tanzzyklus Carnaval zurück. Die gelöste melodische Linie verdunkelt sich ab Takt 12 und geht in eine nervöse, für Brahms’ Klaviersatz typische Terzen- und Sexten-Passage in g-Moll über. In dem melancholischen, stellenweise polyphonen durchführungsartigen Mittelteil kombiniert Brahms mehrere Stimmen zu einer Folge von Nonen und Septimen.
Das folgende cis-Moll-Capriccio ist rondoartig und überrascht mit seinen dramatischen Zügen und der massigen Klangsubstanz. Die rechte Hand spielt eine diatonisch in Vierteln aufsteigende Melodie und eine chromatische Achtel-Figur, wodurch es zu einer Parallelbewegung von Sexten kommt.
Während die Melodie sich im ¾-Takt bewegt, folgt die Bass-Begleitung dem vorgegebenen 6/8-Takt und führt so erneut zu polyrhythmische Effekten. Die dynamisch und agogisch sich aufschwingende knappe Coda nimmt mit ihren Akkordballungen das Pathos und den Klaviersatz Sergei Rachmaninows vorweg, wie man bereits in dem berühmten cis-Moll-Prélude erkennen kann.
Das wellenartig fließende sechste Intermezzo wird durch einen das ganze Stück durchziehenden Konflikt zwischen Triolen- und Duolen-Bewegung bestimmt. Mit seiner weit geschwungenen Melodie nimmt der schwärmerische Mittelteil in fis-Moll – auch rhythmisch und harmonisch – den des späteren, zweiten Intermezzos in A-Dur (Andante teneramente) aus op. 118 vorweg. In der kurzen Coda ab Takt 83 lässt Brahms diese Melodie – nun in Dur – wieder erklingen und bereichert sie über arpeggierte Akkorde mit einer innigen und entrückenden Harmonik.
Das Intermezzo Nr. 7 hebt im erzählenden Gestus an und erinnert an den düsteren Beginn der ersten Ballade in d-Moll aus dem Zyklus op. 10, während seine schlichte Melodie im Volkston an das Nocturne f-Moll op. 55 von Chopin denken lässt.
Mit einem lebhaften, vergleichsweise hellen Capriccio in C-Dur beschließt Brahms seine Sammlung. Das synkopische Thema variiert motivisches Material des vorhergehenden Stückes. Die fließenden Achtelbewegungen beider Hände gehen im Mittelteil in eine Kette von Akkorden der rechten Hand über. Im weiteren Verlauf überraschen harmonische Spannungen (etwa in Takt 48) und die agogische Entwicklung der Coda ab Takt 61.

## Entstehung
Die Klavierstücke erschienen erst, nachdem Brahms über einen längeren Zeitraum keine eigenständigen Soloklavierwerke mehr geschrieben hatte. Nach den 1866 veröffentlichten Paganini-Variationen, den von ihn sehr geschätzten Walzern für Klavier zu vier Händen op. 39 und dem ersten Teil der zunächst ebenfalls für vier Hände geschriebenen Ungarischen Tänze kam es zu einer langen Publikationspause auf diesem Felde, die erst 1879 endete. Für Andrea Bonatta zeigt dies, wie schwer es Brahms fiel, nach den pianistischen Erkundungen der virtuosen Händel- und Paganini-Variationen neue Ausdrucksmöglichkeiten zu finden.
Für den Pianisten, Kammermusiker und begabten Vom-Blatt-Spieler bedeutete diese Phase nicht, dass er gänzlich auf das Klavier verzichtete hätte. Neben den Walzern und Ungarischen Tänzen schrieb er in dieser Zeit noch die Sonate für Klavier und Violoncello op 38, die Liebesliederwalzer op. 52, die Fassung für zwei Klaviere seiner Haydn-Variationen op. 56b, das Klavierquartett Nr. 3 c-Moll op. 60 und die Neuen Liebeslieder op. 65. 1878 begann er zudem, an seinem sinfonischen zweiten Klavierkonzert in B-Dur zu arbeiten; das Klavier spielt somit für die Kammer- und später konzertante Musik eine wichtige Rolle.

## Einfluss und Titelwahl

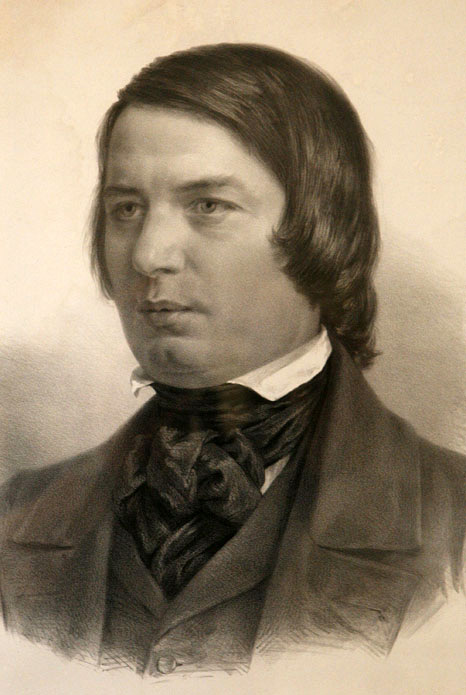
Robert Schumann, Zeichnung von Adolph Menzel

Die Sammlung lässt historische Vorbilder erkennen, mit denen Brahms sich in jener Zeit auch im Rahmen seiner organisatorischen und philologischen Tätigkeiten beschäftigte. So orientiert sich das zweite, recht populäre h-Moll-Capriccio in Tonart, Rhythmus und Charakter am zwölften Stück der Davidsbündlertänze und paraphrasiert den Beginn des Vorbildes.
Während Theodor Billroth in dem balladesken siebten Stück „einen fast absichtlich erscheinenden Schumannschen Charakter“ zu erkennen glaubte und es für ihn die „Erinnerung an Schumanns erste Periode“ verkörperte,  wies bereits Max Kalbeck darauf hin, dass es sich an dem f-Moll-Nocturne von Chopin orientiert. Constantin Floros zeigt demgegenüber die motivische Nähe zum ersten Stück aus Schumanns Klavierzyklus Kinderszenen, dessen Aufbauschema sich in ihm ebenfalls wiederfindet.
Neben dem von Kalbeck beschriebenen Einfluss von Schumann und Chopin auf op. 76 rückt auch die generelle Bedeutung von François Couperins Klaviermusik auf die kompositorische Entwicklung von Brahms ins Blickfeld der Forschung. Er hatte dessen Pièces de Clavecin, Livres I/II im Rahmen der von Friedrich Chrysander geleiteten Denkmäler der Tonkunst herausgegeben und sich später zunehmend für Couperin interessiert.
Brahms wusste zunächst nicht, wie er die einzelnen Stücke benennen sollte und schrieb an seinen Verleger Fritz Simrock: „Wissen Sie einen Titel!??!!??!? ‚Aus aller Herren Länder‘ wäre der aufrichtigste, Kirchneriana der lustigste, fällt ihnen einer ein? Kapricen und Intermezzi oder Phantasien wäre das Richtige, wenn es der verschiedenen Endungen wegen ginge.“
Der erste Vorschlag war wohl selbstironisch gemeint und bezieht sich möglicherweise auf das Stück Von fremden Ländern und Menschen, mit dem Schumann seine Kinderszenen einleitet.
Gegenüber Simrock gestand Brahms, über die Titel „eigentlich gar nicht im klaren“ zu sein. Vor der Druckversion der späteren Klavierstücke op. 118 und 119 schwankte er zwischen den Bezeichnungen „Fantasien“ und „Klavierstücke“. Simrock versuchte ihn zu überreden, einen „sprechenden Gesamttitel“ zu wählen, worauf Brahms ablehnend reagierte: „Monologe oder Improvisationen“ könne er „leider diesmal durchaus nicht sagen […]“ Es bleibt wohl nichts übrig als „Klavierstücke“
Wie Katrin Eich erläutert, wollte Brahms mit der „relativen Neutralität“ der Titel eine zu starke Poetisierung und Assoziationsbildung seiner Musik vermeiden.